# Charlotte Mühe
Charlotte Mühe (n. 24 ianuarie 1910, Uelzen, Regatul Prusiei, Imperiul German – d. 10 ianuarie 1981, Hildesheim, Germania) a fost o înotătoare ce a reprezentat Germania, medaliată olimpică. A participat la o ediție a Jocurilor Olimpice (1928) în care a câștigat o medalie de bronz.

## Participări
Lista de mai jos prezintă principalele competiții la care a participat Charlotte Mühe de-a lungul carierei.
- swimming at the 1928 Summer Olympics – women's 200 metre breaststroke[*]